# Вилхелм Фридрих Филип фон Вюртемберг
Вилхелм Фридрих Филип фон Вюртемберг (на немски: Wilhelm Friedrich Philipp von Württemberg; * 27 декември 1761, Щетин; † 10 август 1830, дворец Щетен) е херцог и принц от Вюртемберг, военен министър на Кралство Вюртемберг, вюртембергски генерал-фелдмаршал (1806); от него произлизат по-късните херцози на Урах.

## Биография
Той е четвъртият син на херцог Фридрих Евгений II (1732 – 1797) и съпругата му маркграфиня Фридерика Доротея фон Бранденбург-Швет (1736 – 1798), дъщеря на маркграф Фридрих Вилхелм фон Бранденбург-Швет (1700 – 1771) и съпругата му София Доротея Мария Пруска (1719 – 1765), четвъртата сестра на пруския крал Фридрих Велики.
Най-големият му брат Фридрих I Вилхелм Карл (1754 – 1816) е от 1806 г. първият крал на Вюртемберг. Брат му Лудвиг (1756 – 1817) е прапрадядо на британската кралица Елизабет II. Сестра му София Доротея Августа (Мария Фьодоровна) (1759 – 1828) е омъжена 1776 г. за руския император Павел I. Сестра му Елизабет Вилхелмина Луиза (1767 – 1790) е омъжена 1788 г. за император Франц II (1768 – 1835). Брат е и на Евгений фон Вюртемберг (1758 – 1822).
Вилхелм Фридрих влиза през 1779 г. в датската войска и бързо става полковник, 1783 – генерал-майор, 1795 – генерал-лейтенант. През 1801 г. той е губернатор на града-резиденция и морска крепост Копенхаген и напуска датската войска през 1806 г. с дотация от 10 000 имперски талери.
Брат му, новият крал на Вюртемберг, го прави в Щутгарт на фелдмаршал (1806) и военен министър на Вюртемберг. През 1815 г. напуска службата и се задълбочава в изследвания на природните науки и практикува като лекар. През 1817 г. получава почетна докторска титла по медицина от Тюбингенския университет.
Умира на 10 август 1830 на 68 години в Щетен.

## Фамилия
Принц Вилхелм Фридрих се жени на 23 август 1800 г. в Косвиг (морганатичен брак) за дворцовата дама на майка му, баронеса Вилхелмина фон Тундерфелдт-Родис (* 18 януари 1777, Родис; † 6 февруари 1822, Флоренция), дъщеря на барон Карл Август фон Тундерфелдт-Родис (* 1746; † 1802). Тя произхожда от шведско военно семейство, родом от Прибалтика. Той се отказва за децата си от трона на Вюртемберг на 1 август 1801 г. Те имат шест деца, които имат титлата граф фон Вюртемберг: 
- Александер Христиан Фридрих (* 1801, Копенхаген; † 1844, Вилдбад), поет, граф фон Вюртемберг, женен на 3 юли 1832 г. в Кестели, Унгария, за графиня Хелена Фештетич фон Толна (* 1812; † 1886), дъщеря на граф Владислав Фештетич фон Толна (* 1785; † 1846)
- Христиан Фридрих Август (* 1805, Копенхаген; † 1808)
- Вилхелм фон Урах (* 1810, Щутгарт; † 1869), граф фон Вюртемберг, на 28 май 1867 г. 1. херцог фон Урах, женен I. на 8 февруари 1841 г. за принцеса Теоделинда дьо Боарне (* 1814; † 1857), II. на 16 януари 1863 г. в Монако за принцеса Флорестина дьо Монако (* 1833; † 1897)
- Фридрих Александер Август Вилхелм (* 1811; † 1812)
- Фридрих Александер Франц Константин (* 1814; † 1824)
- Фридерика Мария Александрина Шарлота Катарина (* 1815, Щутгарт; † 1866, Щутгарт), омъжена на 17 септември 1842 г. за граф Вилхелм фон Таубенхайм (* 1805; † 1894)